# مازوبشته (مقاطعة تشالوس)
مازوبشته (بالفارسية: مازوپشته) هي قرية تقع في قسم كلارستاق الشرقي الريفي (مقاطعة تشالوس) في إيران. يقدر عدد سكانها بـ 1125 نسمة بحسب إحصاء 2016.